# Неттель, Гуадалупе
Гуадалупе Нетте́ль (исп. Guadalupe Nettel, 1973, Мехико) — мексиканская писательница.

## Биография
В детстве вместе с родителями прожила несколько лет во Франции. Затем училась в Высшей школе социальных наук, защитила диссертацию по лингвистике.
Жила в Мексике и Канаде, в настоящее время живёт в Париже и Барселоне.

## Творчество
Испытала глубокое влияние французской культуры, в частности — школы УЛИПО. Критики видят в её прозе влияние Генри Джеймса, Хулио Кортасара, Роберто Боланьо, Харуки Мураками.

## Книги

### Романы
- El Huésped (2006)
- El cuerpo en que nací (2011)
- Después del invierno (2014), XXXII премия Эрральде[3].

### Новеллы
- Juegos de Artificio (1993)
- Les jours fossiles (2003)
- Pétalos (2008)
- El matrimonio de los peces rojos (2013)

### Эссе
- Para entender a Julio Cortázar (2008)
- Octavio Paz. Las palabras en libertad (2014)

## Признание
Премия Radio France Internacionale (1992). Национальная премия по литературе (2007). Премия Анны Зегерс (Берлин, 2009). Испанская премия Берег Дуэро за рассказ (2013,  Архивная копия от 17 августа 2014 на Wayback Machine). Испанская премия Эрральде за роман Después del invierno (2014).
Книги писательницы переведены на европейские языки. В 2007, в рамках Международной книжной ярмарке в Боготе, она был включена в список 39 наиболее обещающих писателей Латинской Америки в возрасте до 39 лет (см.:  Архивная копия от 4 июня 2010 на Wayback Machine).